# United Malays National Organisation

logo UMNO

United Malays National Organisation (UMNO, malaysiska: Pertubuhan Kebangsaan Melayu Bersatu) är ett nationellt konservativt politiskt parti i Malaysia.
Det är det största politiska partiet i Malaysia och en av grundarna av alliansen Barisan Nasional som sedan landets självständighet kontinuerligt innehaft regeringsmakten.
Medlemskap i partiet är reserverat för medlemmar av malajisk etnicitet. UMNO:s engagemang i malajnationalism (den kontroversiella Bumiputra-politiken initierades av UMNO), är för bevarandet av islamska värderingar och för ekonomisk liberalism i den malaysiska nya ekonomiska politiken.